# Michal Hrivňák
Michal Hrivňák (* 5. března 1991, Rimavská Sobota) je slovenský fotbalový brankář, který působí v klubu FC Spartak Trnava.

## Klubová kariéra
Hrivňák působil v akademii Polygraf Venglošova futbalová akadémia a v FC Rimavská Sobota.
V roce 2011 přestoupil do italského klubu Brescia Calcio, ale chytal pouze za rezervní tým. Pro zbytek sezóny 2011/12 byl odeslán na hostování do Civitanovese Calcio hrajícího ligovou soutěž Serie C1.
V červenci 2012 přestoupil do skotského druholigového týmu Dunfermline Athletic, kde podepsal roční smlouvu. Měl zde působit v roli brankářské dvojky za Paulem Gallacherem. Představitele klubu zaujal během předsezónního přípravného zápasu se skotským klubem Berwick Rangers. Debutoval v prosinci 2012 proti domácímu Livingstonu, když nahradil zraněného brankáře Paula Gallachera. Musel však přijmout porážku 1:2.
V září 2013 přestoupil zpět na Slovensko, do klubu FC Spartak Trnava, který sháněl posilu na brankářském postě kvůli zranění Dobrivoje Rusova. Hrivňák se dohodl s Trnavou na smlouvě do konce listopadu 2013 s možností prodloužení.